# Bundesfreiwilligendienst

Logo

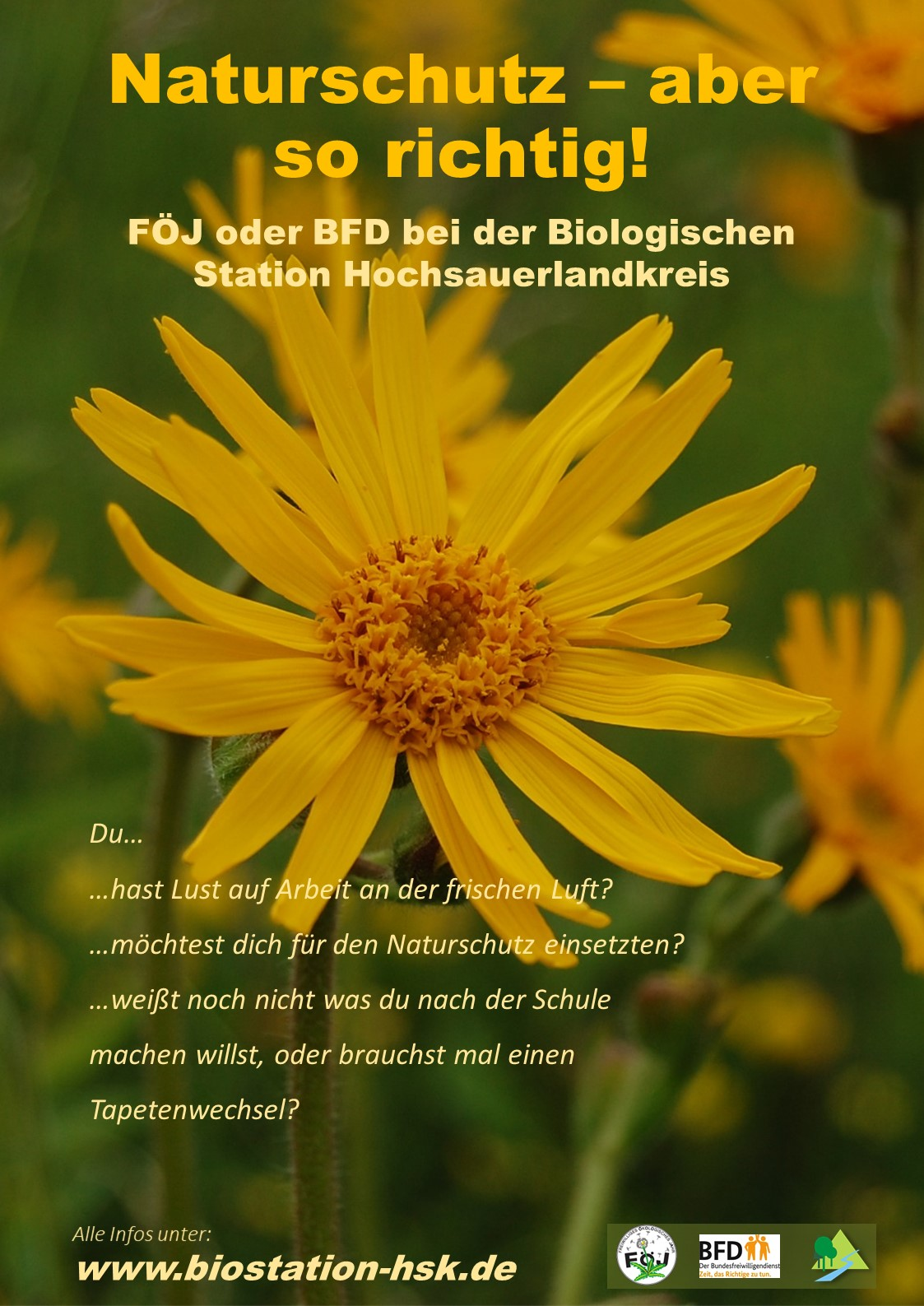
Anwerbeposter der Biologische Station Hochsauerlandkreis für Bundesfreiwilligendienst und Freiwilliges ökologisches Jahr

In dem am 1. Juli 2011 in Deutschland eingeführten Bundesfreiwilligendienst (BFD) engagieren sich Menschen (als Bufdis, BFDler oder Bundesfreiwillige bezeichnet) für das Allgemeinwohl, insbesondere im sozialen, ökologischen und kulturellen Bereich sowie im Bereich des Sports, der Integration und des Zivil- und Katastrophenschutzes (§ 1 BFDG). Ziel des BFD ist es unter anderem, das Konzept des Freiwilligendienstes auf eine breitere gesellschaftliche Basis zu stellen, da der Bundesfreiwilligendienst im Gegensatz zu den Jugendfreiwilligendiensten, wie dem Freiwilligen Sozialen Jahr (FSJ) oder dem Freiwilligen Ökologischen Jahr (FÖJ), auch für Erwachsene über 27 Jahre offen ist.
Die zentrale Verwaltung wird durch das Bundesamt für Familie und zivilgesellschaftliche Aufgaben (BAFzA) wahrgenommen.

## Vorgeschichte
In der BRD befürwortete Liselotte Funcke in den 1960er Jahren ein Freiwilliges Soziales Jahr für junge Frauen. Bereits in den 1950er Jahren gab es als staatliche Masseninitiative in der DDR das Nationale Aufbauwerk, das sich um die Beseitigung der Trümmer des Zweiten Weltkriegs kümmerte. In den 1960ern wurde diese Initiative von der Mach-mit-Bewegung (Losung [Motto]: Schöner unsere Städte und Gemeinden – Mach mit!) und der Volkswirtschaftlichen Masseninitiative (VMI) abgelöst.
Die ab Ende der 1990er Jahre immer wieder aufflammende Debatte über eine mögliche Abschaffung der Wehrpflicht und die hohe Nachfrage nach Plätzen in den Jugendfreiwilligendiensten veranlassten das Bundesfamilienministerium, im Jahr 2003 eine Expertenkommission Zur Zukunft der Zivilgesellschaft einzuberufen. Vertreter der Sozial- und Umweltverbände sowie der betroffenen Ministerien erarbeiteten einen Abschlussbericht, der unter anderem die Förderung von generationenübergreifenden Freiwilligendiensten anregte. Zwei entsprechende Modellprojekte liefen ab 2004, umfassten jedoch nur Vorhaben mit wöchentlichen Arbeitszeiten bis maximal 20 Stunden. Diese entsprachen nicht dem Vollzeit-Einsatz in den Jugendfreiwilligendiensten. Das von 2009 bis Ende 2011 bestehende Nachfolgeprojekt Freiwilligendienst aller Generationen bot nur Engagementmöglichkeiten auf Teilzeitbasis (8 Wochenstunden).
Nachdem sich ab Spätsommer 2010 abzeichnete, dass der Vorstoß des Bundesverteidigungsministers Karl-Theodor zu Guttenberg zur Aussetzung der Wehrpflicht und damit auch des Zivildienstes erfolgreich verlaufen würde, gab das Bundesfamilienministerium am 16. November 2010 einen Gesetzentwurf für den Bundesfreiwilligendienst, als Reaktion auf die Aussetzung des Zivildienstes, in die Ressortabstimmung. Im Jahr 2011 wurde der BFD als Initiative zur freiwilligen, gemeinnützigen und unentgeltlichen Arbeit in Deutschland eingeführt. Er soll die bestehenden Freiwilligendienste ergänzen und das bürgerschaftliche Engagement fördern. Der Grundsatz der Arbeitsmarktneutralität, welcher durch das BAFzA, der Nachfolgebehörde des Bundesamtes für den Zivildienst überprüft wird, wurde vom Zivildienst übernommen (vgl. § 3 Abs. 1 BFDG). Nach einem, den Umständen geschuldeten, relativ kurzen Gesetzgebungsverfahren ist das Gesetz über den Bundesfreiwilligendienst (Bundesfreiwilligendienstgesetz – BFDG) vom 28. April 2011 (BGBl. I S. 687) mit Wirkung vom 3. Mai 2011 in Kraft getreten. Nach anfänglicher Zurückhaltung gilt der Dienst mittlerweile als Erfolg. Etliche Verbände und Träger treten für einen weiteren Ausbau des Dienstes ein, nachdem im Jahr 2012 nahezu alle Plätze vergeben worden waren.

## Bundesfreiwilligendienstgesetz
- Der Dienst soll das Engagement für das Allgemeinwohl in sozialen, ökologischen und kulturellen Bereichen sowie im Sport und – neu gegenüber den Jugendfreiwilligendiensten – im Zivil- und Katastrophenschutz sowie in der Integration fördern. Außerdem dient er dem lebenslangen Lernen (§ 1: Aufgaben).
- Potenzielle Freiwillige sind alle Personen nach Abschluss der Vollzeitschulpflicht und ohne Altersgrenze nach oben (§ 2 Nr. 1).
- Die Arbeit erfolgt in Vollzeit; eine Reduzierung auf mehr als 20 Wochenstunden ist möglich (§ 2  Nr. 2, bis 28. Mai 2024 war eine Reduzierung grundsätzlich erst ab dem 27. Geburtstag möglich).
- Die Dienstdauer beträgt in der Regel 12 Monate, in Sonderprojekten zwischen 6 und 24 Monaten; auch eine Stückelung in 3-Monats-Blöcke ist in Sonderfällen möglich (§§ 2 Nr. 3 und 3 Abs. 2).
- Freiwillige dürfen bis zum 27. Lebensjahr insgesamt nur 18 Monate (ausnahmsweise 24 Monate) BFD leisten, wobei ein FSJ oder FÖJ mitgerechnet wird. Außerdem darf nach dem Erreichen einer Gesamtdauer von 18 (bzw. 24) Monaten ein erneuter BFD erst nach dem Ablauf weiterer fünf Jahre beginnen (§ 3 Abs. 2).[6]
- Unterkunft, Verpflegung, Kleidung und Taschengeld sollen analog zu den Jugendfreiwilligendiensten bezahlt werden (§ 2 Nr. 4).
- Einsatzstellen können gemeinwohlorientierte (nicht nur gemeinnützige) Institutionen im sozialen und Umweltbereich sein (§ 3 Abs. 1).
- Seminare müssen analog zu den Jugendfreiwilligendiensten im Umfang von 25 Tagen pro Jahr besucht werden, unabhängig von der Wochenarbeitszeit. Bei von 12 Monaten abweichender Dienstzeit ist pro Monat ein Seminartag mehr bzw. weniger vorgeschrieben (§ 4 Abs. 3). Eine Seminarwoche muss der politischen Bildung dienen und soll „in der Regel in den bestehenden staatlichen Zivildienstschulen durchgeführt werden“ (Erläuterung zu § 4).
- Eine pädagogische Begleitung aller Freiwilligen ist vorgesehen, wobei aber nicht festgelegt wird, von wem und wie (§ 4 Abs. 1 und 2). Auf eine Altersgruppen-Ausrichtung sei aber zu achten (Erläuterungen zu § 4).
- Die Sozialversicherungen entsprechen denen in den Jugendfreiwilligendiensten, das heißt die Freiwilligen werden wie Arbeitnehmer versichert. Es besteht (unabhängig von der Höhe des gezahlten Taschengeldes) Versicherungspflicht in den gesetzlichen Sozialversicherungen (§ 17), wobei die Einsatzstelle (Trägerstelle) auch die Arbeitnehmeranteile zahlt. Dadurch ergeben sich ab dem 1. Januar 2017 folgende Beitragssätze: Rentenversicherung 18,7 %, Krankenversicherung 14,6 %, Pflegeversicherung 2,55 % (bzw. 2,8 % bei Kinderlosen), Arbeitslosenversicherung 3,0 %, die von den Einsatzstellen zu zahlen sind.
- Alle Einsatzstellen müssen vom Bund anerkannt sein, wobei alle bisherigen Zivildienststellen automatisch als anerkannt gelten. Neue Stellen werden vom Bund direkt oder bei einem FSJ/FÖJ-Träger mit Zustimmung des jeweiligen Bundeslandes anerkannt (§ 7).
- Die Verwaltung der Freiwilligenplätze erfolgt über Zentralstellen, die über Träger und Einsatzstellen wachen und die im Winter jeweils zugesagten Bundesmittel ab dem jeweils 1.9. dann weiter verteilen (§ 8). Im Bereich des FSJ gibt es solche Zentralstellen bereits, im Umweltbereich planen NABU, BUND, Schutzstation Wattenmeer und der BAK FÖJ den Aufbau von Zentralstellen.
- Die Arbeitsvereinbarung wird auf gemeinsamen Vorschlag von Einsatzstellen und Freiwilligen zwischen dem Bund und der/dem Freiwilligen geschlossen. Dies ist mithin ein zweiseitiges Dienstverhältnis, das aber kein Arbeitsverhältnis im engeren Sinne ist, bei dem der Träger kein Vertragspartner, sondern Auftragnehmer des Bundes ist (§ 9).
- Alle Bundesfreiwilligen wählen einmal im Jahr sieben Sprecherinnen und Sprecher und sieben Stellvertreter, die die Interessen der Freiwilligen vor allem gegenüber dem BAfzA und dem BMFSFJ vertreten.
- Ein qualifiziertes Zeugnis für jeden Freiwilligen auszustellen ist Pflicht der Einsatzstellen (§ 11).

## Bundesfreiwilligendienst mit Flüchtlingsbezug (2015–2018)
Mit Wirkung zum 24. Oktober 2015 wurde im Zuge der Flüchtlingskrise der Bundesfreiwilligendienst mit Flüchtlingsbezug eingeführt, indem das Asylverfahrensbeschleunigungsgesetz das Bundesfreiwilligendienstgesetz um den § 18 BFDG erweiterte. Zum 1. Januar 2019 fiel dieser Artikel wieder weg.
Ab dem 1. Dezember 2015 stand in diesem Zusammenhang im Rahmen eines bis zum 31. Dezember 2018 befristeten Sonderprogramms Bundesfreiwilligendienst mit Flüchtlingsbezug ein Zusatzkontingent von 10.000 neuen BFD-Stellen zur Verfügung. Diese zusätzlichen BFD-Plätze mit Flüchtlingsbezug standen bereit
- für Freiwillige im Allgemeinen, wenn die Tätigkeitsbeschreibung eines Einsatzplatzes einen Bezug zur Unterstützung von Asylberechtigten, Personen mit internationalem Schutz oder Asylbewerbern erkennen ließ (beispielsweise Hilfen zur Unterbringung und Versorgung, zur gesellschaftlichen Orientierung und Integration sowie Tätigkeiten zur Koordinierung eines entsprechenden bürgerschaftlichem Engagements.[10]), sowie
- für Asylberechtigte und Asylbewerber, bei denen ein rechtmäßiger und dauerhafter Aufenthalt zu erwarten war (Asylbewerber aus einem sicheren Herkunftsstaat hingegen konnten keine BFD-Vereinbarung abschließen, da vermutet wurde, dass ein rechtmäßiger und dauerhafter Aufenthalt nicht zu erwarten war[10]).

Beim Sonderprogramm wurde zwischen Einsatzstellen mit direktem und mit indirektem Flüchtlingsbezug unterschieden. Zu Einsatzstellen mit direktem Flüchtlingsbezug zählten etwa Landeserstaufnahmestellen und Einrichtungen, die unbegleitete minderjährige Flüchtlinge unterbringen. Zu Einsatzstellen mit indirektem Flüchtlingsbezug zählten beispielsweise Kindergärten, die (auch) Flüchtlingskinder aufnahmen.
Der Sprecher des Bundesamts für Familie und zivilgesellschaftliche Aufgaben (Bafza) sprach die Hoffnung aus, dass ein Großteil der 10.000 Stellen durch Flüchtlinge besetzt werden möge. Besonders für Asylbewerber seien der Deutschkurs und die Einbindung in ein Team eine große Chance. (Vergleiche: Aufenthaltsgestattung#Arbeitsverbot.)
Bis Ende Oktober 2016 waren knapp 5.000 Stellen, also knapp die Hälfte der möglichen zusätzlichen BFD-Stellen, besetzt.

## Sprechersystem
Im BFDG wurde geregelt, dass die Freiwilligen Sprecher wählen, die ihre Interessen gegenüber dem BafZA, den Einsatzstellen und den Zentralstellen vertreten. Sie sind Mitglieder im Beirat für den Bundesfreiwilligendienst, der das BMFSFJ in Fragen des BFD berät. Sieben Sprecher und sieben Stellvertreter können hierzu einmal jährlich direkt von den Freiwilligen online über die Website des Bundesfreiwilligendienstes gewählt werden.

## Anzahl an Bundesfreiwilligen
Zum Jahresende 2011 vermeldete das Bundesamt für Familie und zivilgesellschaftliche Aufgaben (BAFzA) 26.240 Bundesfreiwillige („Bufdis“/BFDler) im Einsatz. Das von der Bundesregierung gesteckte Ziel von 35.000 Bundesfreiwilligen ist im Februar 2012 erreicht worden und es wurden teilweise Bewerber abgewiesen. Zum fünfjährigen Jubiläum des BFD wurde bekannt gegeben, dass bis zum Juli 2016 mehr als 216.000 Personen als Bufdis tätig waren.
Ein Überblick über die Anzahl der Freiwilligen:
| Jahr | Anzahl Bundesfreiwillige | Jahr | Anzahl Bundesfreiwillige |
| ---- | ------------------------ | ---- | ------------------------ |
| 2011 | Gründung BFD             | 2021 | 37.404                   |
| 2012 | 34.345                   | 2022 | 36.255                   |
| 2013 | 40.327                   | 2023 | 34.966                   |
| 2014 | 42.733                   | 2024 | 35.251                   |
| 2015 | 37.408                   | 2025 | -                        |
| 2016 | 41.168                   | 2026 | -                        |
| 2017 | 41.912                   | 2027 | -                        |
| 2018 | 41.190                   | 2028 | -                        |
| 2019 | 39.196                   | 2029 | -                        |
| 2020 | 38.218                   | 2030 | -                        |

Obwohl es mit dem FSJ und dem FÖJ für Erwachsene bis 27 bereits ein großes Angebot an Freiwilligenplätzen gibt, ist diese Gruppe auch beim BFD die Altersgruppe mit den meisten Freiwilligen. Zum Dienst beim BFD melden sich mehr weibliche (60,66 %) als männliche (38,91 %) Freiwillige, sowie 0,32 % diverse BFDler und 0,10 % Bundesfreiwillige ohne Angaben, allerdings sind große Unterschiede in den jeweiligen Altersgruppen erkennbar. Bei den Altersgruppen 66 und älter sind – bei wesentlich geringeren Gesamtzahlen – in manchen Jahren männliche Freiwillige in der Überzahl, aktuell sind jedoch auch hier mehrheitlich Frauen tätig. Entgegen der ursprünglichen Erwartung sind auch viele ältere Menschen im Rahmen des BFD ehrenamtlich tätig geworden und dies vor allem in Einrichtungen für behinderte Menschen, in Bildungs- und Kulturprojekten oder im Naturschutz.
Die Aufteilung nach Altersgruppen (Stand: Mai 2025):
| Altersgruppe                 | davon Frauen | davon Männer | davon divers | davon ohne Angabe | Gesamtanteil Prozent |
| ---------------------------- | ------------ | ------------ | ------------ | ----------------- | -------------------- |
| bis zum 26. Lebensjahr       | 47,14 %      | 29,15 %      | 0,28 %       | 0,10 %            | 76,66 %              |
| 27. bis zum 65. Lebensjahr   | 11,98 %      | 9,55 %       | 0,03 %       | 0,02 %            | 21,59 %              |
| 66. Lebensjahr und älter     | 0,85 %       | 0,89 %       | 0,01 %       | 0,00 %            | 1,75 %               |
| alle Altersgruppen insgesamt | 59,98 %      | 39,59 %      | 0,32 %       | 0,11 %            | 100,00 %             |

Aufgeteilt nach den Bundesländern gibt es (Stand: 2024) die meisten BFDler in folgenden Ländern:
| Bundesland          | Anzahl Bundesfreiwillige | Prozentanteil | Bundesland             | Anzahl Bundesfreiwillige | Prozentanteil |
| ------------------- | ------------------------ | ------------- | ---------------------- | ------------------------ | ------------- |
| Nordrhein-Westfalen | 6.965                    | 20,48 %       | Hessen                 | 1.258                    | 3,70 %        |
| Baden-Württemberg   | 5.830                    | 17,14 %       | Mecklenburg-Vorpommern | 1.233                    | 3,63 %        |
| Niedersachsen       | 4.047                    | 11,90 %       | Thüringen              | 1.232                    | 3,62 %        |
| Bayern              | 3.347                    | 9,84 %        | Brandenburg            | 1.042                    | 3,06 %        |
| Sachsen             | 2.667                    | 7,84 %        | Hamburg                | 835                      | 2,46 %        |
| Sachsen-Anhalt      | 1.561                    | 4,59 %        | Rheinland-Pfalz        | 824                      | 2,42 %        |
| Schleswig-Holstein  | 1.300                    | 3,82 %        | Bremen                 | 362                      | 1,06 %        |
| Berlin              | 1.297                    | 3,81 %        | Saarland               | 209                      | 0,61 %        |

## Leistungen und Taschengeld
Der Freiwillige soll ein angemessenes Taschengeld erhalten; die Höchstgrenze ist derzeit (2024) auf einen monatlichen Betrag von 604 Euro. Bei Teilzeiteinsatz wird er anteilmäßig gekürzt. Zusätzlich kann der Freiwillige Verpflegung, Unterkunft und Kleidung erhalten oder den entsprechenden Gegenwert ausbezahlt bekommen (gemäß Sozialversicherungsentgeltverordnung gelten für 2016 folgende Sachbezugswerte: Verpflegung 236 Euro, Unterkunft 223 Euro monatlich). Diese Geld- und Sachbezüge sind beitragspflichtige Einnahmen in der Sozialversicherung. Da der BFD als freiwilliges Engagement ein unentgeltlicher Dienst ist, stellen die Leistungen keinen Lohn, sondern eine Aufwandsentschädigung dar. Die Einsatzstelle entscheidet, wie hoch das Taschengeld ausfällt und ob sie die zusätzlichen Leistungen anbietet oder auszahlt.
Die Einsatzstelle zahlt die Beiträge für Renten-, Unfall-, Kranken-, Pflege- und Arbeitslosenversicherung.

### Finanzierung
Die Kostenträger sind zum einen Teil (gegebenenfalls auch vollständig) der Bund, zum anderen Teil die Einsatzstellen oder deren Träger (siehe Beispiele). Jeder BFD-Platz wird vom Bund mit 250 Euro (bis zum 25. Geburtstag) oder 350 Euro (ab 25 Jahre) monatlich gefördert. Hierbei werden jedoch nur das Taschengeld und die anfallenden Sozialabgaben (ca. 40 % der Summe aller Leistungen) berücksichtigt. Verpflegung, Unterkunft und Kleidung müssen von der Einsatzstelle selbst getragen werden, sollten sie angeboten werden.
Beispiel 1:
Es wird für eine 75 %-Teilzeitstelle (30 von 40 Stunden) ein Taschengeld von 279 Euro monatlich gezahlt (75 % von den maximalen 372 Euro). Verpflegung, Unterkunft und Kleidung werden nicht gezahlt. Es ergibt sich durch die 40 % Sozialabgaben ein zusätzlicher Betrag von 111 Euro. Die entstehenden Kosten von 390 Euro (279 Euro Taschengeld + 111 Euro Abgaben) werden weitgehend vom Bund übernommen (bis 350 Euro bei über 25-Jährigen). Die Einsatzstelle trägt den restlichen Anteil von 40 Euro.
Beispiel 2:
Es wird für eine Vollzeitstelle das maximale Taschengeld von 372 Euro monatlich gezahlt. Verpflegung, Unterkunft und Kleidung werden mit pauschal 250 Euro ausgezahlt. Es ergibt sich durch die 40 % Sozialabgaben ein zusätzlicher Betrag von 249 Euro. Die förderbaren Kosten von 621 Euro (372 Euro Taschengeld + 249 Euro Abgaben) werden anteilmäßig mit den maximalen 350 Euro vom Bund übernommen. Die Einsatzstelle trägt den restlichen Anteil von 271 Euro sowie den vollen Zuschuss (250 Euro: Verpflegung, nicht förderbar).

### Zusätzliche Leistungen
Zusätzlich zu Taschengeld und Verpflegung und Unterkunft können staatliche Zuwendungen bezogen werden wie Kindergeld, Wohngeld und Bürgergeld. Der Bezug von Unterhalt für volljährige Teilnehmer durch Eltern oder Sorgeberechtigte ist für die Zeit des BFD nicht vorgesehen, insbesondere, wenn der BFD nur der Überbrückung einer Wartezeit dient. Für minderjährige Teilnehmer kann ein Restbedarf an Unterhalt bestehen, der durch Eltern oder Sorgeberechtigte geleistet werden muss.
Bei Asylbewerbern werden Einkünfte aus dem BFD nach § 7 AsylbLG auf andere Leistungen an den Freiwilligen oder an seine Familienangehörigen angerechnet.

## Kritik
Einen Kritikpunkt stellt der Umstand dar, dass – anders als beim Zivildienst – die Fahrtkosten zur Dienststelle nicht zwangsläufig vom Dienstherrn übernommen werden, so dass den freiwillig Dienstleistenden mitunter bis zu einem Viertel ihrer Aufwandsentschädigung allein durch die Fahrtkosten verloren gehen.
Deshalb findet jährlich am 5. Dezember, dem internationalen Tag des Ehrenamts, der Aktionstag zu #freiefahrtfuerfreiwillige statt. Gefordert werden kostenfreie oder vergünstigte Tickets für den ÖPNV für Absolventen von Freiwilligendiensten. Soldaten dürfen schon seit Januar 2020 kostenlos mit der Deutschen Bahn fahren.
Freiwillige teilen an diesem Tag z. B. Bilder mit ihren Bus- und Bahntickets in sozialen Medien und rechnen die dafür entstandenen Kosten zusammen.

## Ähnliche Dienste
- Freiwilliges Soziales Jahr (FSJ)
- Freiwilliges Ökologisches Jahr (FÖJ)
- Freiwilliges Jahr in der Wissenschaft (FWJ)
- Freiwilliges Jahr in der Denkmalpflege
- Freiwilliges Soziales Jahr Kultur
- Freiwilliges Soziales Jahr Politik
- Freiwilliges Soziales Jahr Schule
- Bundesfreiwilligendienst Kultur und Bildung